# 網際網路權利法案
網際網路權利法案，又稱「互聯網上的人權法案」，為巴西及意大利部長級官員發起的法案，旨在界定在網際網路上人權的基本保障。
雖然都關注在人權議題上，網際網路權利法案不同於英國權利法案或美國權利法案在於其並非國內法或憲法，而是透過網際網路治理論壇的多邊關係人（Multi-Stakeholder）模式，邀請民間社會、非政府組織公民團體、各國政府、與業界討論一個在互聯網的環境下，可以框架和強制執行的基本權利的法案。
目前該法案仍在起草及徵求意見階段，正式文件乃由巴西文化部長及意大利傳播部副部長所共同簽署的宣言稿為主，主要針對以下議題保障基本權利：
- 隱私權（privacy）
- 資料保護（data protection）
- 言論自由（freedom of expression）
- 普遍進用（universal access）
- 網路中立（network neutrality）
- 互通性（interoperability）
- 全球結點可達 （global reachability of all Internet nodes）
- 使用公開格式和標準（the use of open formats and standards）
- 知識的公眾近用（public access to knowledge）
- 創新的權利（right to innovate）
- 其他市場導向原則（market-oriented principles such as the right to a fair and competitive online market, and consumer rights）

不同於傳統法案，此法案定義為一項持續進行的過程，一個動態的聯盟，並且是建立在現有的基本權利，而非重啟現有的權利宣言或法案。
同樣是關於網際網路上的人權，美國國會起草的為美國國內法草案2006全球在線自由法案，旨在「促進網際網路的言論自由，保障美國商業不受威權外國政府的脅迫，及其他目的」。

## 相關媒體報導與中國網際網路
英國BBC及衛報的相關報導，皆提及此法案對中國可能有的正面影響。